# Luiz Gustavo Vieira
Pas d'image ? Cliquez ici

a Compétitions nationales et continentales officielles uniquement.

b Matchs officiels uniquement.
Dernière mise à jour le 13 janvier 2021.
Luiz Gustavo Vieira, parfois nommé par son surnom Monstro Vieira, né le 14 juillet 1994, est un joueur brésilien de rugby à XV qui évolue au poste de deuxième ligne.

## Biographie
Il débute le rugby en 2008, au sein du São José RC. Le président de son club étant catalan, il l'envoie lui et un autre jeune en France pendant six mois. De retour au Brésil, il veut revenir en France et intègre en 2011 en tant que Crabos, mais est surclassé et joue en Reichel, avec qui il remporte les titres 2013 et 2014. En 2014, il découvre la sélection nationale lors d'un match à l'Uruguay. 
En 2014, il quitte Grenoble, où « leurs valeurs ne [lui] correspondaient pas humainement » et rejoint le centre de formation d'Oyonnax rugby. En 2016, il réintègre la sélection brésilienne à l'occasion du premier Americas Rugby Championship, y joue quatre matchs et inscrit un essai face à l'Uruguay. 
En fin de parcours à Oyonnax, il n'est pas retenu pour passer professionnel et rejoint le CS Villefranche-sur-Saône, en Fédérale 2. Il y est rejoint par trois compatriotes : Pedro Henrique, qui était venu six mois avec lui à Grenoble, Rafael Morales qui aurait dû venir en France avec eux mais s'était blessé juste avant le début du programme, et Lucas Abud. 
Après une saison, il quitte Villefranche et intègre l'US Tyrosse, qui évolue un niveau au dessus, en Fédérale 1. Il joue 21 matchs lors de sa première saison à Tyrosse, mais n'est utilisé qu'à 7 reprises en 2018-2019. En Février 2019, il part au Brésil jouer avec la sélection nationale. Jusqu'au terme de la saison 2018-2019, il portera le maillot brésilien à 9 reprises. En août, il convoqué pour jouer avec les Jaguars sud-américains. Dans la foulée, il reste au Brésil et joue pour son club formateur, le São José RC. En sélection, il est convoqué pour les tests d'automne et joue notamment face aux Barbarians. 
En 2020, il intègre les rangs des Corinthians Rugby, première équipe professionnelle brésilienne, mais n'aura pas l'occasion de jouer à la suite de la suspension de la Súperliga Americana de Rugby.

## Palmarès
- Coupe Frantz-Reichel 2013, 2014

## Statistiques

### En sélection
| Année | Compétition                        | Matchs | Points | Essais | Transf. | Drops | Pénal. |
| ----- | ---------------------------------- | ------ | ------ | ------ | ------- | ----- | ------ |
| 2014  | Championnat d'Amérique du Sud 2014 | 1      | -      | -      | -       | -     | -      |
| 2016  | ARC 2016                           | 4      | 5      | 1      | -       | -     | -      |
| 2016  | Test match                         | 1      | -      | -      | -       | -     | -      |
| 2017  | ARC 2017                           | 2      | -      | -      | -       | -     | -      |
| 2019  | ARC 2019                           | 4      | -      | -      | -       | -     | -      |
| 2019  | Championnat d'Amérique du Sud 2019 | 3      | 5      | 1      | -       | -     | -      |
| 2019  | Test match                         | 4      | 5      | 1      | -       | -     | -      |
| Total | Total                              | 19     | 15     | 3      | -       | -     | -      |

| Essai | Adversaire | Lieu                                | Compétition                        | Date             | Résultat | Score |
| ----- | ---------- | ----------------------------------- | ---------------------------------- | ---------------- | -------- | ----- |
| 1     | Uruguay    | Arena Barueri, Barueri              | ARC 2016                           | 12 février 2016  | Défaite  | 29-33 |
| 1     | Uruguay XV | Estádio José Liberatti (pt), Osasco | Championnat d'Amérique du Sud 2019 | 18 mai 2019      | Défaite  | 19-38 |
| 1     | Barbarians | Estádio do Morumbi, São Paulo       | Test                               | 20 novembre 2019 | Défaite  | 22-47 |